# Seattle Seahawks 2013
La stagione 2013 dei Seattle Seahawks è stata la 38ª della franchigia nella National Football League, la dodicesima giocata nel CenturyLink Field (precedentemente conosciuto come Qwest Field) e la quarta con come capo-allenatore Pete Carroll. Con un record di 13-3 la squadra ha eguagliato il primato di franchigia della stagione 2005. È inoltre tornata a vincere la NFC West division dopo due anni e si qualificata per il secondo Super Bowl della sua storia che ha dominato dall'inizio alla fine, vincendo per 43-8 in una gara in cui la difesa ha annullato l'attacco dei Denver Broncos che aveva stabilito il record NFL per il maggior numero di punti segnati. MVP della partita è stato il linebacker Malcolm Smith che ha messo a segno 9 tackle, un intercetto su Peyton Manning ritornato per 69 yard in touchdown e recuperato un fumble.

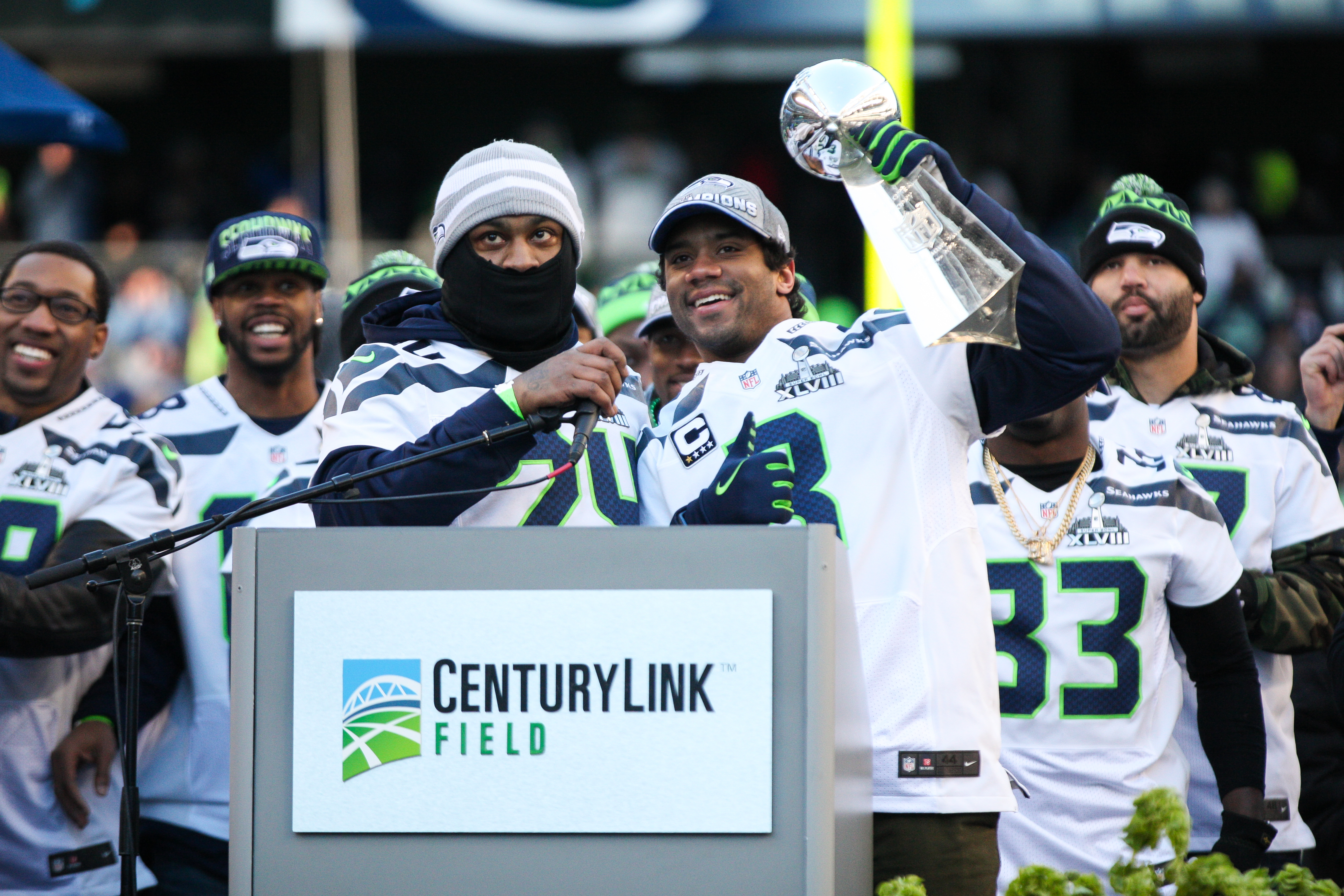
I festeggiamenti per la vittoria del Super Bowl al CenturyLink Field.

## Scelte nel Draft 2013
| Giro | Selezione | Giocatore         | Ruolo | College            |
| ---- | --------- | ----------------- | ----- | ------------------ |
| 1    | 25        | Ceduta ai Vikings |       |                    |
| 2    | 62        | Christine Michael | RB    | Texas A&M          |
| 3    | 87        | Jordan Hill       | DT    | Penn State         |
| 4    | 123       | Chris Harper      | WR    | Kansas State       |
| 5    | 137       | Jesse Williams    | DT    | Alabama            |
| 5    | 138       | Tharold Simon     | CB    | LSU                |
| 5    | 158       | Luke Willson      | TE    | Rice               |
| 6    | 194       | Spencer Ware      | RB    | LSU                |
| 7    | 220       | Ryan Seymour      | OG    | Vanderbilt         |
| 7    | 231       | Ty Powell         | OLB   | Harding            |
| 7    | 241       | Jared Smith       | DT    | New Hampshire      |
| 7    | 242       | Michael Bowie     | OT    | Northeastern State |

## Movimenti di mercato

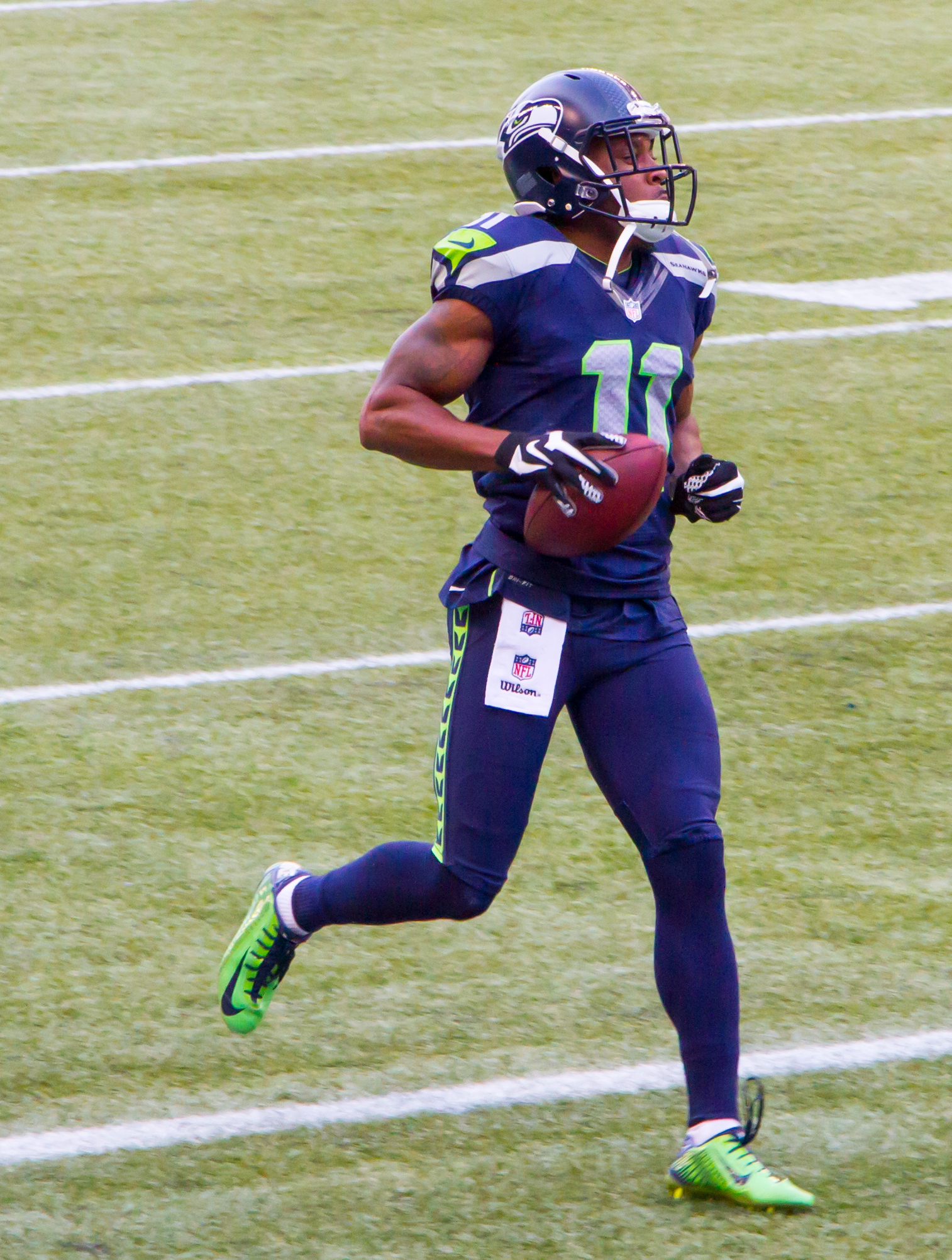
Percy Harvin fu la principale acquisizione della stagione.

L'11 marzo 2013 i Seahawks scambiarono con i Minnesota Vikings le loro scelte del primo e settimo giro del Draft 2013, oltre a una scelta del terzo giro del Draft 2014, per il ricevitore e kick returner Percy Harvin. Il giorno successivo la squadra rilasciò il precedente ritornatore Leon Washington.
Il 13 marzo 2013, Seattle firmò il defensive end free agent Cliff Avril dai Detroit Lions con un contratto biennale del valore di 15 milioni di dollari. Il giorno successivo, il defensive end Michael Bennett tornò ai Seahawks dopo la parentesi del 2009, firmando un contratto annuale del valore di 5 milioni di dollari, dopo aver passato le ultime tre stagioni ai Tampa Bay Buccaneers.
Il 1º aprile, il quarterback Matt Flynn, firmato con un contratto milionario solo un anno prima e complice l'esplosione di Russell Wilson sempre relegato in panchina, fu scambiato con gli Oakland Raiders per una scelta del quinto giro del Draft 2014 e una scelta da definire del Draft 2015.
Il 12 aprile, il cornerback Antoine Winfield, che l'anno precedente aveva messo a segno 101 tackle e 3 intercetti coi Minnesota Vikings, firmò un contratto annuale con i Seahawks dopo essere divenuto free agent.
Il 2 agosto, dopo l'infortunio all'anca di Percy Harvin, la squadra firmò il ricevitore svincolato dagli Arizona Cardinals Early Doucet, salvo tagliarlo cinque giorni dopo, in seguito a un solo allenamento.
Il 19 agosto, l'offensive lineman John Moffitt fu scambiato coi Cleveland Browns per il defensive lineman Brian Sanford ma il giorno successivo i Browns invalidarono lo scambio per dubbi sulle condizioni fisiche del giocatore. Moffitt fu così scambiato il giorno successivo coi Denver Broncos per il defensive tackle Sealver Siliga.
Il 31 agosto, i Seahawks acquisirono dai Jacksonville Jaguars il defensive tackle D'Anthony Smith in cambio di una scelta del draft non comunicata.

## Partite

### Pre-stagione
| Turno | Data      | Ora | Avversario           | Risultato | Risultato | Stadio            | TV   | Tabellino |
| Turno | Data      | Ora | Avversario           | Punteggio | Record    | Stadio            | TV   | Tabellino |
| ----- | --------- | --- | -------------------- | --------- | --------- | ----------------- | ---- | --------- |
| 1     | 8 agosto  |     | @ San Diego Chargers | V 31–10   | 1-0       | Qualcomm Stadium  | KCPQ | Recap     |
| 2     | 17 agosto |     | Denver Broncos       | V 40-10   | 2-0       | CenturyLink Field | KCPQ | Recap     |
| 3     | 23 agosto |     | @ Green Bay Packers  | V 17-10   | 3-0       | Lambeau Field     | CBS  | Recap     |
| 4     | 29 agosto |     | Oakland Raiders      | V 22-6    | 4-0       | CenturyLink Field | KCPQ | Recap     |

Fonte:

### Stagione regolare
| Turno | Data               | Avversario         | Avversario            | Risultato          | Risultato          | Stadio                        | TV                 | Tabellino          |
| Turno | Data               | Avversario         | Avversario            | Punteggio          | Record             | Stadio                        | TV                 | Tabellino          |
| ----- | ------------------ | ------------------ | --------------------- | ------------------ | ------------------ | ----------------------------- | ------------------ | ------------------ |
| 1     | 8 settembre        | 10:00 a.m. PDT     | @ Carolina Panthers   | V 12-7             | 1-0                | Bank of America Stadium       | Fox                | Recap              |
| 2     | 15 settembre       | 5:30 p.m. PDT      | San Francisco 49ers   | V 29-3             | 2-0                | CenturyLink Field             | NBC                | Recap              |
| 3     | 22 settembre       | 1:25 p.m. PDT      | Jacksonville Jaguars  | V 45-17            | 3-0                | CenturyLink Field             | CBS                | Recap              |
| 4     | 29 settembre       | 10:00 a.m. PDT     | @ Houston Texans      | V 23-20 DTS        | 4-0                | Reliant Stadium               | Fox                | Recap              |
| 5     | 6 ottobre          | 10:00 a.m. PDT     | @ Indianapolis Colts  | S 28-34            | 4-1                | Lucas Oil Stadium             | Fox                | Recap              |
| 6     | 13 ottobre         | 1:05 p.m. PDT      | Tennessee Titans      | V 20-13            | 5-1                | CenturyLink Field             | CBS                | Recap              |
| 7     | 17 ottobre         | 5:25 p.m. PDT      | @ Arizona Cardinals   | V 34-22            | 6-1                | University of Phoenix Stadium | NFLN               | Recap              |
| 8     | 28 ottobre         | 5:40 p.m. PDT      | @ St. Louis Rams      | V 14-9             | 7-1                | Edward Jones Dome             | ESPN               | Recap              |
| 9     | 3 novembre         | 1:05 p.m. PST      | Tampa Bay Buccaneers  | V 27-24 DTS        | 8-1                | CenturyLink Field             | Fox                | Recap              |
| 10    | 10 novembre        | 10:00 a.m. PST     | @ Atlanta Falcons     | V 33-10            | 9-1                | Georgia Dome                  | Fox                | Recap              |
| 11    | 17 novembre        | 1:25 p.m. PST      | Minnesota Vikings     | V 41-20            | 10-1               | CenturyLink Field             | Fox                | Recap              |
| 12    | Settimana di pausa | Settimana di pausa | Settimana di pausa    | Settimana di pausa | Settimana di pausa | Settimana di pausa            | Settimana di pausa | Settimana di pausa |
| 13    | 2 dicembre         | 5:40 p.m. PST      | New Orleans Saints    | V 34-7             | 11-1               | CenturyLink Field             | ESPN               | Recap              |
| 14    | 8 dicembre         | 1:25 p.m. PST      | @ San Francisco 49ers | S 17-19            | 11-2               | Candlestick Park              | Fox                | Recap              |
| 15    | 15 dicembre        | 1:25 p.m. PST *    | @ New York Giants     | V 23-0             | 12-2               | MetLife Stadium               | Fox                | Recap              |
| 16    | 22 dicembre        | 1:05 p.m. PST      | Arizona Cardinals     | S 17-10            | 12-3               | CenturyLink Field             | Fox                | Recap              |
| 17    | 29 dicembre        | 1:25 p.m. PST *    | St. Louis Rams        | V 27-9             | 13-3               | CenturyLink Field             | Fox                | Recap              |

LEGENDA
Gli avversari della propria division sono scritti in grassetto.

### Playoff
| Turno             | Data                                      | Ora                                       | Avversario (seed)                         | Risultato                                 | Risultato                                 | Stadio                                    | TV                                        | Tabellino                                 |
| Turno             | Data                                      | Ora                                       | Avversario (seed)                         | Punteggio                                 | Record                                    | Stadio                                    | TV                                        | Tabellino                                 |
| ----------------- | ----------------------------------------- | ----------------------------------------- | ----------------------------------------- | ----------------------------------------- | ----------------------------------------- | ----------------------------------------- | ----------------------------------------- | ----------------------------------------- |
| Wild Card         | Qualificati direttamente al secondo turno | Qualificati direttamente al secondo turno | Qualificati direttamente al secondo turno | Qualificati direttamente al secondo turno | Qualificati direttamente al secondo turno | Qualificati direttamente al secondo turno | Qualificati direttamente al secondo turno | Qualificati direttamente al secondo turno |
| Divisional        | 11 gennaio 2014                           | 1:35 p.m. PST                             | New Orleans Saints (6)                    | V 23-15                                   | 14-3                                      | CenturyLink Field                         | Fox                                       | Recap                                     |
| NFC Championship  | 19 gennaio 2014                           | 3:30 p.m. PST                             | San Francisco 49ers (5)                   | V 23-17                                   | 15-3                                      | CenturyLink Field                         | Fox                                       | Recap                                     |
| Super Bowl XLVIII | 2 febbraio 2014                           | 3:25 p.m. PST                             | Denver Broncos (1)                        | V 43-8                                    | 16-3                                      | MetLife Stadium                           | Fox                                       | Recap                                     |

## Riassunti delle partite

### Stagione regolare

#### Settimana 1: @ Carolina Panthers
| Charlotte 8 settembre 2014, ore 13:00 EDT | Seattle Seahawks | 12 – 7 (0-0, 3-7, 3-0, 6-0) referto | Carolina Panthers | Bank of America Stadium (73.294 spett.)\| Arbitro: \| Jeff Triplette \| |
| Arbitro:                                  | Jeff Triplette   |                                     |                   |                                                                         |

I Seattle Seahawks iniziarono la stagione con un'ostica partita in trasferta contro i Carolina Panthers, vinta per 12–7. Questa fu la prima gara della stagione regolare in cui Russell Wilson superò le 300 yard passate, mentre per il quarterback avversario Cam Newton vi fu un minimo in carriera di yard passate, appena 125.
Il primo quarto si concluse con le squadre che si equivalsero, non riuscendo a segnare e calciando un paio di punt a testa. Nel terzo drive della sua partita, nel secondo quarto, Seattle arrivò sino alla red zone, sbloccando il punteggio con un field goal da 27 yard di Steven Hauschka. Carolina rispose immediatamente, avvantaggiandosi per un paio di penalità commesse dai Seahawks e alcune lunghe corse di DeAngelo Williams, concludendo l'azione con un passaggio da touchdown da 3 yard da Cam Newton a Steve Smith. Seattle a sua volta rispose arrivando fino alla linea delle 27 yard di Carolina ma Charles Godfrey mise a segno un sack su Russell Wilson strappandogli il pallone, con Carolina che recuperò il pallone. Il primo tempo si concluse così sul 7-3 per i Panthers.
Il secondo tempo iniziò con una battaglia difensiva da entrambi i lati. Seattle ruppe lo stallo con un field goal da 40 yard di Steven Hauschka in un drive che durò quattro minuti, portandosi sul 7–6. Dopo avere forzato un punt di Carolina a metà del quarto periodo, l'attacco di Seattle produsse il miglior drive della sua giornata. Un paio di passaggi di Russell Wilson, seguiti da una corsa da 15 yard di Robert Turbin, portò i Seahawks sulla linea delle 43 yard degli avversari. Wilson mancò il ricevitore Stephen Williams nel primo down ma sulla situazione di secondo down e dieci usando la stessa giocata, Wilson trovò Jermaine Kearse che segnò un touchdown da 43 yard a dieci minuti dal termine. Seattle tentò la conversione da due punti fallendola, così rimase in vantaggio per 12-7. Carolina puntò ancora sulle corse di DeAngelo Williams. Giunta sulla linea delle 35 yard di Seattle, Williams corse per 24 e sembrò avviato a segnare ma nell'ultimo istante possibile, Earl Thomas forzò un fumble di Williams nella linea delle dieci yard.
Seattle recuperò il fumble e fece scorrere il cronometro, vincendo la partita. La prestazione della squadra, data tra le favorite per il titolo alla vigilia, fu criticata, ma a fine stagione i Panthers e la loro arcigna difesa si rivelarono una delle migliori dell'anno. I Seahawks vinsero la gara d'esordio per la prima volta dal 2010, la seconda volta sotto la gestione di Pete Carroll. Fu la terza vittoria di Carroll su altrettanti scontri disputati contro Carolina.

#### Settimana 2: San Francisco 49ers
| Seattle 15 settembre 2014, ore 5:30 PDT | San Francisco 49ers | 3 – 29 (0-0, 0-5, 3-7, 0-17) referto | Seattle Seahawks | CenturyLink Field (68.338 spett.)\| Arbitro: \| John Parry \| |
| Arbitro:                                | John Parry          |                                      |                  |                                                               |

Nella settimana 2, i Seahawks si videro opposti ai loro rivali di division, i San Francisco 49ers. Prima della stagione, diversi analisti avevano etichettato questa rivalità come la migliore della lega. Entrambe le squadre si erano rafforzate prima dell'inizio della stagione, con Seattle che firmò Percy Harvin e San Francisco che scelse Anquan Boldin. Nella stagione precedente, le squadre avevano vinto un incontro a testa, con Seattle però che si era sbarazzata dei Niners per 42–13 nell'ultimo incontro a Seattle, anche in quel caso un Sunday Night Football. I due quarterback Russell Wilson e Colin Kaepernick scommisero che il perdente avrebbe dovuto radersi un sopracciglio. Il giorno della partita, fu l'ex Seahawk Shaun Alexander a issare la bandiera del dodicesimo uomo di Seattle.

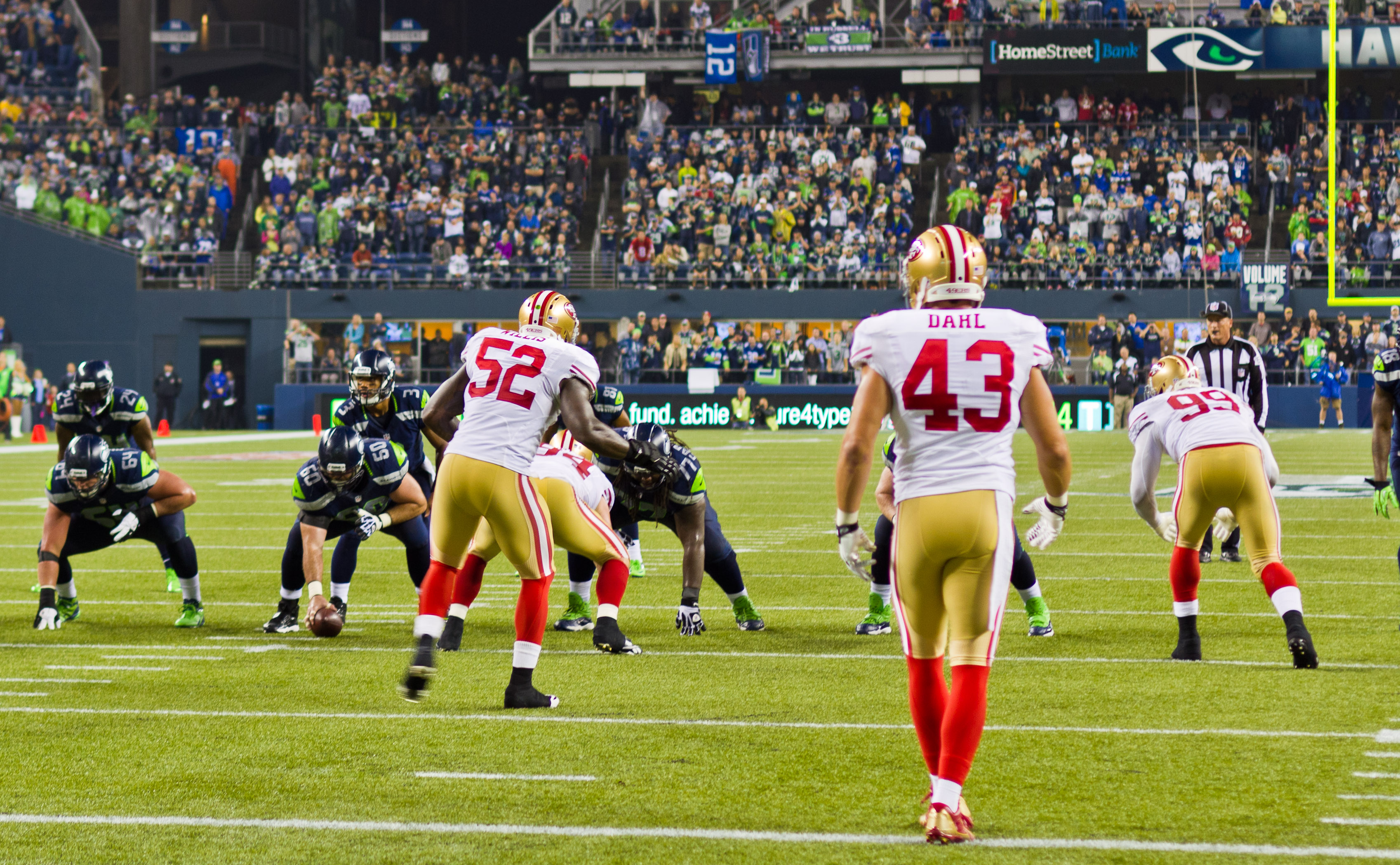
L'attacco di Seattle schierato contro San Francisco.

La gara iniziò con poche emozioni, con entrambe le parti incapaci di trovare un ritmo adeguato. A metà del primo quarto, la partita fu sospesa per un temporale, il secondo caso simile nella stagione 2013 dopo che la gara di apertura tra Ravens-Broncos era stata la prima). Dopo essere tornati in campo, i 49ers bloccarono un punt dei Seahawks portandosi nel territorio di Seattle. Seattle affermò di avere udito un fischio proveniente dalle tribune che confuse gli uomini di linea e il punter. Dello stesso avviso fu il commentatore televisivo Cris Collinsworth. I Niners si portarono così sulla linea delle 10 yard dei Seahawks. Tuttavia, su una situazione di terzo down, Earl Thomas intercettò un passaggio di Colin Kaepernick e Seattle tornò in possesso del pallone. Poche giocate dopo, Russell Wilson fu intercettato anch'egli dal rookie Eric Reid.

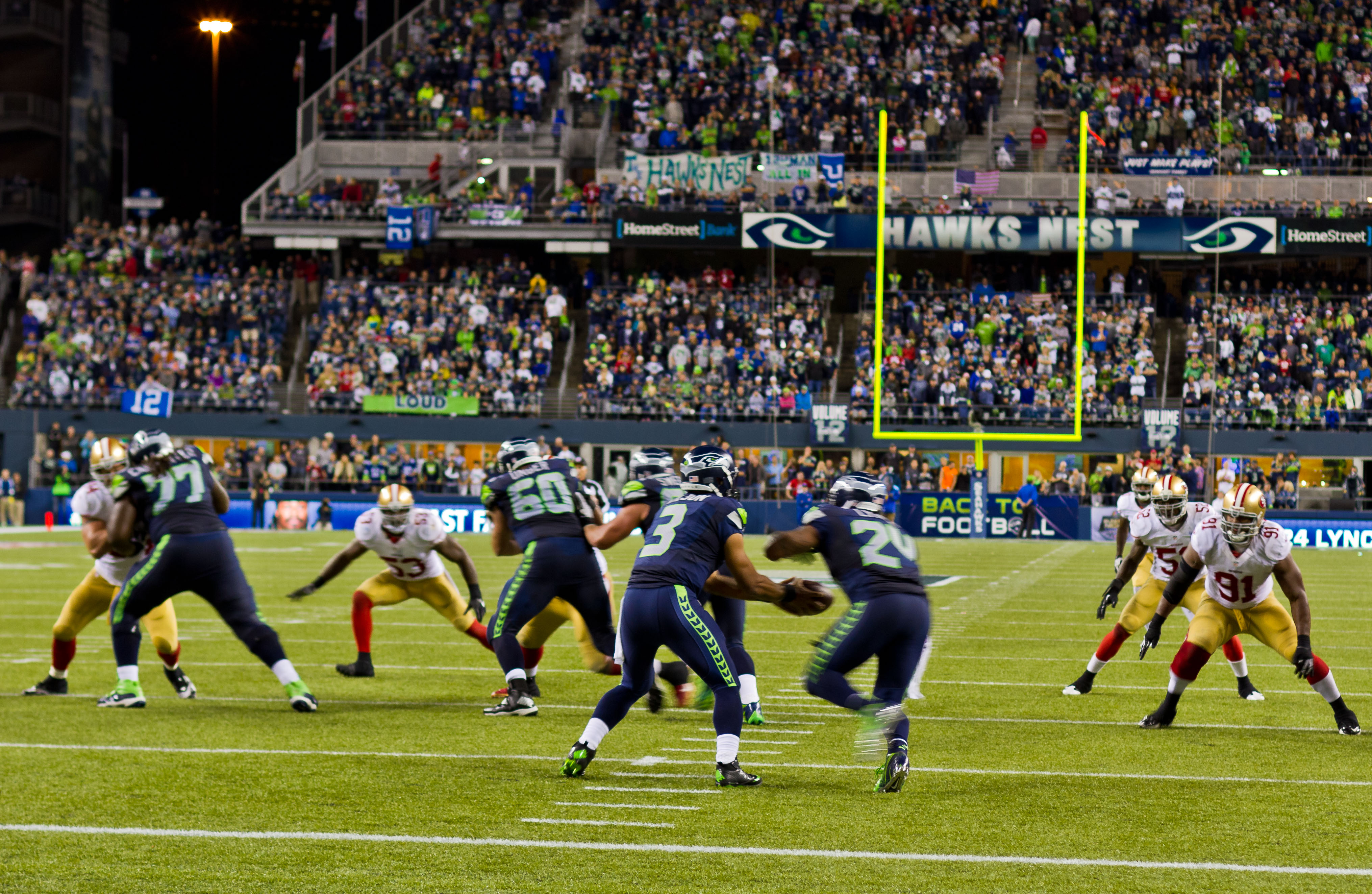
Wilson mentre consegna il pallone a Lynch durante la partita.

Le marcature si aprirono quando al fullback Bruce Miller fu fischiata una penalità per una trattenuta nella end zone, dando luogo ad una safety che portò Seattle sul 2-0. Successivamente, il defensive end Cliff Avril mise a segno un sack su Kaepernick facendogli sfuggire il pallone che fu recuperato da K.J. Wright per Seattle, risultando in un field goal di Steven Hauschka da 30 yard che fissò il risultato sul 5-0 alla fine del primo tempo. In una gara piuttosto confusionaria fino a quel momento, il miglior giocatore per Seattle era il running back Marshawn Lynch.
Nel terzo quarto, i Seahawks iniziarono ad imporsi. Su una situazione di terzo down e 12, Wilson trovò il ricevitore Doug Baldwin con un passaggio da 51 che portò la squadra sulla linea delle 25 yard di San Francisco. Poche giocate dopo, Lynch segnò un touchdown su una corsa da 14 yard, salendo sul 12–0 per Seattle. I 49ers risposero con un drive che giunse fino alla linea delle 6 yard di Seattle, concluso con un field goal di Phil Dawson da 21 yard. Quelli furono tuttavia gli unici punti messi a referto da San Francisco in tutta la gara.
Nel quarto periodo, i Seahawks dominarono i 49ers in tutte le fasi di gioco. Dapprima Wilson trovò Lynch con un passaggio da 7 yard in touchdown su una situazione di terzo down. Poche giocate dopo, nella successiva azione dei Niners, Kaepernick fu intercettato da Richard Sherman, il quale ritornò il pallone fino alla linea delle 25 yard avversaria. L'azione si concluse con un field goal da 37 yard di Hauschka. Nel successivo possesso di San Francisco, Kaepernick fu nuovamente intercettato, questa volta dalla safety Kam Chancellor. Lynch segnò su una corsa da 2 yard nella giocata seguente, portando il risultato sul 29–3 finale. I 49ers commisero un fumble nel successivo kickoff, recuperato da Seattle.
Seattle vinse così in maniera convincente, rispondendo alle critiche della settimana precedente. La folla del CenturyLink inoltre stabilì un nuovo record mondiale per il rumore prodotto in uno stadio senza copertura. Carroll salì a un record di 3–4 contro i Niners e 2–3 contro il suo acerrimo rivale Jim Harbaugh. Seattle continuò a rimanere imbattuta in casa dopo avere vinto tutte le gare interne nella stagione precedente.

#### Settimana 3: Jacksonville Jaguars
| Seattle 22 settembre 2014, ore 13:25 PDT | Jacksonville Jaguars | 17 – 45 (0-7, 0-17, 10-14, 7-7) referto | Seattle Seahawks | CenturyLink Field (68.087 spett.)\| Arbitro: \| Bill Vinovich \| |
| Arbitro:                                 | Bill Vinovich        |                                         |                  |                                                                  |

I Seahawks ospitarono nella settimana 3 i Jaguars ancora privi di vittorie. Seattle iniziò la partita con punt. Dopo avere forzato a sua volta un punt di Jacksonville in un drive che incluse un sack di Clinton McDonald, Russell Wilson condusse i Seahawks a percorrere il campo, grazie anche a una corsa da 27 yard di Lynch. L'azione si concluse con un passaggio da touchdown per il tight end Zach Miller.
Seattle segnò anche nel primo drive del secondo quarto, dove Wilson trovò ancora Miller con un passaggio da touchdown da 4 yard. Dopo un field goal di Hauschka da 21 yard nel possesso successivo dei Seahawks, la gara non vide più grosse azioni sino all'ultimo drive del primo tempo dei Jaguars, dove Chad Henne fu intercettato dal linebacker Bobby Wagner, a meno di un minuto dal termine. Wilson allora trovò con dei passaggi rapidi i ricevitori Golden Tate e Sidney Rice e quest'ultimo ricevette il touchdown a 10 secondi dal termine che portò il risultato sul 24-0 in chiusura di tempo.
Nel primo drive dei Seahawks nel secondo tempo, la squadra riprese da dove aveva lasciato, con Wilson che trovò Rice con un passaggio da 23 yard, il suo quarto touchdown di giornata, pareggiando il proprio primato in carriera fissando il punteggio sul 31–0. Nell'azione successiva, Wilson fu intercettato dal linebacker Paul Posluszny, che lo ritornò fino alla linea delle 2 yard di Seattle, dove il running back dei Jaguars Maurice Jones-Drew segnò i primi 7 punti della sua squadra. Dopo quell'azione Wilson fu sostituito per riposare con la sua riserva Tarvaris Jackson che portò Seattle fino alla linea delle 35 yard degli avversari, non sbagliando alcun passaggio. Passò poi un touchdown per Doug Baldwin, con i Seahawks che salirono sul 38-7.
Seattle a quel punto tolse gran parte dei titolari e ciò consentì ad Henne di trovare il ricevitore Cecil Shorts con un paio di lunghi lanci. Infine vi fu un touchdown di Jordan Todman il suo primo in carriera 38–17. Jackson guidò nuovamente i Seahawks a percorrere il campo, segnando un touhdown su corsa e portando il punteggio sul 45–17 definitivo. Seattle partì per la prima volta dal 2006 con un record di 3-0, la prima volta con Pete Carroll.

#### Settimana 4: @ Houston Texans
| Houston 29 settembre 2014, ore 10:00 PDT | Seattle Seahawks | 23 – 20 (DTS) (3-0, 0-20, 3-0, 14-0, 3-0) referto | Houston Texans | Reliant Stadium (68.087 spett.)\| Arbitro: \| Tony Corrente \| |
| Arbitro:                                 | Tony Corrente    |                                                   |                |                                                                |

Dopo avere forzato un punt di Houston nel primo possesso, Seattle si portò in vantaggio segnando un field goal da 48 yard con Hauschka. Furono gli unici punti segnati nel primo quarto.
Nel secondo quarto, Houston dilagò segnando 20 punti, prima con un passaggio da 31 yard da Matt Schaub a Garrett Graham, poi con un altro passaggio da 5 yard per Arian Foster e infine con 2 field goal di Randy Bullock, uno da 22 yard e uno da 42. Seattle invece non riuscì a segnare alcun punto e chiuse il primo tempo in svantaggio per 20-3.
I Seahawks tornarono a muovere il tabellino a quattro minuti dal termine del terzo quarto con un field goal di Hauschka da 39 yard dopo un fumble perso dai Texans e recuperato da Seattle. Alla fine del quarto il risultato era ancora di 20-6 per Houston.
Seattle iniziò l'ultimo quarto con un lungo drive che durò oltre 7 minuti e conclusosi con un touchdown su corsa da 3 yard di Lynch che accorciò ancora il risultato sul 20-13. Quando mancavano 5 minuti e 13 secondi al termine della partita, Houston iniziò un drive ma dopo avere convertito un primo down, Schaub fu intercettato da Richard Sherman che ritornò il pallone per 58 yard in touchdown impattando la partita. I tempi regolamentari si conclusero sul 20-20.
I Texans ebbero il primo possesso dei tempi supplementari ma percorsero sole 20 yard prima di essere costretti a calciare il punt. Dopo un altro scambio di punt, i Seahawks tornarono in possesso del pallone. Una giocata chiave nel drive avvenne quando Doug Baldwin ricevette un passaggio da 7 yard e Kareem Jackson fu penalizzato per violenza non necessaria dopo averlo schiantato a terra. Questo portò Seattle nella zona utile per calciare un field goal che Hauschka trasformò quattro giocate dopo da 45 yard, dando la vittoria ai Seahawks per 23-20. Seattle non fece più segnare Houston dopo il primo tempo e per la prima volta nella sua storia partì con un record di 4-0. I Texans non si ripresero mai da quella sconfitta, perdendo tutte le rimanenti gare stagionali.

#### Settimana 5: @ Indianapolis Colts
| Indianapolis 6 ottobre 2014, ore 10:00 PDT | Seattle Seahawks | 28 – 34 (12-7, 7-10, 9-6, 0-11) referto | Indianapolis Colts | Lucas Oil Stadium (66.608 spett.)\| Arbitro: \| Ron Winter \| |
| Arbitro:                                   | Ron Winter       |                                         |                    |                                                               |

Seattle aprì la gara portandosi in vantaggio con un field goal di Hauschka dopo 3 minuti e 20 secondi dal calcio d'inizio. Seguì un passaggio da touchdown da 10 yard da Wilson a Golden Tate e una safety su un punt bloccato da Jermaine Kearse che portarono i Seahawks sul 12-0 a meno di cinque minuti dal termine del primo quarto, sembrando in controllo della gara. Il quarterback di Indianapolis Andrew Luck però trovò il T.Y. Hilton con un lungo passaggio da touchdown da 73 yard e la prima frazione di gioco si concluse sul 12-7 per i Seahawks.
Dopo quasi due minuti dall'inizio del secondo quarto, il solitamente affidabile Hauschka si fece bloccare un field goal che Delano Howell ritornò per 61 yard in touchdown, portando in vantaggio Indianapolis per la prima volta nella partita. Sette minuti dopo, Seattle tornò in vantaggio con il secondo passaggio da touchdown di giornata di Wilson, da 28 yard per Kearse. A 58 secondi dal termine del primo tempo, il kicker Adam Vinatieri riportò sotto i Colts, ora in svantaggio per 19-17.
Il terzo quarto si aprì con due field goal segnati da Hauschka, rispettivamente da 36 e 41 yard, che portarono Seattle sul +8. Quattro minuti dopo, Luck trovò ancora Hilton con un passaggio da touchdown, fallendo però il tentativo di conversione da 2 punti e lasciando Seattle in vantaggio per 25-23. Il penultimo periodo si chiuse con un altro field goal dei Seahawks a 53 secondi dal termine.
Nell'ultimo quarto della partita, Seattle non riuscì a gestire il vantaggio, faticando in difesa al momento di mandare gli avversari a giocarsi un quarto down. I Colts si portatono definitivamente in vantaggio a 8.55 dal termine quando Luck trovò nella end zone Reggie Wayne e segnando anche la successiva conversione da 2 punti, fissando il risultato sul 31-28, poi portato a 34-28 con un field goal da 49 yard di Vinatieri. Fu la prima sconfitta stagionale per Seattle e la prima in una gara di stagione regolare dal 25 novembre 2012.

#### Settimana 6: Tennessee Titans
| Seattle 13 ottobre 2014, ore 13:25 PDT | Tennessee Titans | 13 – 20 (3-0, 7-7, 0-3, 3-10) referto | Seattle Seahawks | CenturyLink Field (68.127 spett.)\| Arbitro: \| Carl Cheffers \| |
| Arbitro:                               | Carl Cheffers    |                                       |                  |                                                                  |

L'unica marcatura del primo quarto fu un field da 38 yard del kicker dei Titans Rob Bironas. Seattle si portò in vantaggio a 2.41 dal termine del secondo quarto quando Marshawn Lynch segnò un touchdown su corsa da una yard. Mentre Seattle si avviava a chiudere avanti il primo tempo, sbagliò in modo curioso un tentativo di field goal, con il pallone che venne recuperato da Jason McCourty che ritornò il fumble per 77 yard in touchdown, riportando a sorpresa in vantaggio i Titans per 10-7 mentre il tempo andava esaurendosi.
Hauschka pareggiò i conti con un field goal da 31 yard in quella che fu l'unica segnatura del terzo quarto. Con altro field goal da 31 yard riportò i Seahawks in vantaggio per 13-10 e Marshawn Lynch chiuse la partita con il secondo touchdown su corsa di giornata meno di quattro minuti dopo. Bironas segnò l'ultima marcatura della sfida con un field goal da 25 yard che portò il risultato sul definitivo 20-13. Lynch concluse con 155 yard totali guadagnate, incluso un primato personale di 78 yard ricevute, mentre Richard Sherman fece registrare il terzo intercetto stagionale.

#### Settimana 7: @ Arizona Cardinals
| Glendale 17 ottobre 2014, ore 17:25 PDT | Seattle Seahawks | 34 – 22 (7-0, 10-10, 14-3, 3-9) referto | Arizona Cardinals | University of Phoenix Stadium (61.200 spett.)\| Arbitro: \| Terry McAulay \| |
| Arbitro:                                | Terry McAulay    |                                         |                   |                                                                              |

Nella prima gara del giovedì sera della stagione, i Seahawks si trovarono impegnati contro i rivali di division degli Arizona Cardinals, fermi su un record di 3-3, sconfitti per 58-0 nell'ultimo incontro tra le squadre nella stagione precedente. L'unica marcatura del primo quarto fu un passaggio da touchdown da 31 yard da Wilson a Sidney Rice da 31 yard.
Dopo un minuto e 35 secondi dall'inizio del secondo tempo, Wilson trovò con un altro touchdown il tight end Zach Miller. Nove minuti dopo, i Cardinals segnarono i primi punti di giornata, portandosi sul 14-3 con un field goal di Jay Feeley dopo un fumble perso da Wilson. Pochi secondi dopo, Wilson perse il secondo fumble di giornata che fu recuperato dagli avversari. Rashard Mendenhall ne approfittò segnando un touchdown su corsa da 3 yard e i Cardinals tornarono in partita sul 14-10. A fine secondi dalla fine del primo tempo, Hauschka calciò con successo un field goal da 51 yard, concludendo sul 17-10 la prima metà della partita.
Dopo tre minuti e 12 secondi del primo tempo, i Cardinals segnarono un altro field goal, salendo a 17-13. Nel successivo drive, Wilson, in una importante situazione di terzo down e 3 riuscì a trovare Zach Miller, permettendo di dare seguito all'azione che vide, tre giocate dopo, Marshawn Lynch compiere una lunga corsa sfuggendo ai placcaggi avversari, portandosi in profondità del territorio dei Cardinals. L'azione si concluse con un passaggio da touchdown di Wilson, il terzo di giornata, per il tight end di riserva Kellen Davis. Nel successivo drive di Arizona, Brandon Browner intercettò Carson Palmer in una situazione di terzo down, ritornando quasi il pallone fino alla end zone avversaria, venendo tuttavia placcato. Lynch concluse l'azione segnando il suo primo touchdown di giornata, il sesto della stagione, e portando Seattle sul 31-13.
L'ultimo quarto si aprì con Arizona che dopo 19 secondi segnò un field goal con Feeley, cui rispose Hauschka quattro minuti dopo da 42 yard. L'ultima marcatura del match fu un touchdown segnato da Jaron Brown su un passaggio da 8 yard di Palmer, fallendo la conseguente conversione da due punti. Seattle vinse così per 34-22 salendo a un record di 6-1 per la prima volta nella sua storia. Wilson terminò con 18/29 nei passaggi per 235 yard e 3 touchdown, Lynch corse 91 yard su 21 possessi e Malcolm Smith guidò la squadra con 9 tackle, un sack e un passaggio deviato.

#### Settimana 8: @ St. Louis Rams
| St. Louis 28 ottobre 2014, ore 17:40 PDT | Seattle Seahawks | 14 – 9 (0-3, 7-0, 7-3, 0-3) referto | St. Louis Rams | Edward Jones Dome (55.966 spett.)\| Arbitro: \| Gene Steratore \| |
| Arbitro:                                 | Gene Steratore   |                                     |                |                                                                   |

I Seahawks arrivarono al primo Monday Night Football della loro stagione da netti favoriti contro i St. Louis Rams (che avevano un record di 3-4 al momento), privi per tutto il resto della stagione del loro quarterback titolare Sam Bradford, sostituito da Kellen Davis. Tuttavia, la squadra dovette faticare per tutta la partita per avere ragione degli avversari, vincendo solo grazie a uno sforzo difensivo nell'ultimo drive della gara dei Rams.
L'unica marcatura del primo quarto fu un field goal da 33 yard del kicker dei Rams Greg Zuerlein. Quando mancavano 19 secondi alla fine della prima frazione di gioco, Bruce Irvin mise a segno il primo intercetto in carriera ai danni di Kellen Davis.
Quando mancavano 8 minuti e 26 secondi alla fine del primo tempo, Richard Sherman intercettò ancora Kellen Davis, il quarto stagione del cornerback di Seattle, ritornando il pallone per diverse decine di yard nel territorio avversario. Un minuto dopo, Wilson compì la prima azione notevole della giornata, correndo per 27 yard nella metà campo dei Rams. Quattro giocate dopo passò a Golden Tate il primo touchdown della partita da 2 yard. Il primo tempo si concluse così sul 7-3, con la linea offensiva di Seattle che evidenziò diverse carenze senza alcuni titolari. Wilson terminò la gara infatti con un record in carriera di 7 sack subiti.
Dopo undici minuti dall'inizio del secondo tempo, Zuerlein tornò a mettere pressione ai Seahawks, segnando da 28 yard il field goal che riportò i Rams sul 7-6. Dopo soli sedici secondi però, Wilson trovò con un lungo passaggio da 80 yard ancora Golden Tate che segnò il suo secondo touchdown di giornata. Il ricevitore però, mentre si avviava a segnare, irrise gli avversari, guadagnandosi una penalità da 15 yard nella successiva azione dei Rams. Nella stessa, Clemens subì un sack di Cliff Avril a metà campo, ma la difesa di Seattle fu penalizzata per una trattenuta di Brandon Browner.
All'inizio del quarto periodo, Clemens trovò con un passaggio da 19 yard Jared Cook. I Rams nel prosieguo dell'azione si avvicinarono fino a 3 yard dalla end zone di Seattle ma, su una situazione di terzo down, Walter Thurmond fu decisivo deviando a terra il possibile passaggio da touchdown di Clemens. St. Louis dovette quindi accontentarsi del field goal segnato da Zuerlein che fissò il risultato sul 14-9. Dopo un punt di Seattle, i Rams tornarono in possesso del pallone e grazie a una ricezione di Tavon Austin si portarono in raggio da field goal, che però fu sbagliato dal solitamente affidabile Zuerlein. Con i Seattle di nuovo in possesso del pallone, Wilson, su una situazione di terzo down e 7, subì il terzo sack di Chris Long di giornata. I Rams iniziarono il loro ultimo drive di giornata con una lunga corsa del running back rookie Zac Stacy. Poco dopo, Clemens trovò Chris Givens superando la metà campo avversaria e poi ancora Lance Kendricks con un passaggio da 19 yard. A 83 secondi dal termine, i Rams si trovarono a 16 yard dal touchdown della vittoria su una situazione di secondo down e 5 e si avvicinarono ancora con una corsa di Daryl Richardson, che fu fermato in maniera decisiva da Earl Thomas mentre mancavano 31 secondi. Tre giocate dopo, a due yard dalla end zone, Givens si fece sfuggire il passaggio della vittoria di Clemens ma fu fischiata una penalità contro Seattle, un offside di Chris Clemons. Nella penultima azione della partita, a una yard dalla end zone, Thomas fu ancora decisivo nel placcare Richardson. Nell'ultima azione su un quarto down, Clemens tentò un passaggio, incompleto, per Brian Quick. I Seahawks vinsero così 14-9, continuando la miglior partenza della loro storia.

#### Settimana 9: Tampa Bay Buccaneers
| Seattle 3 novembre 2013, ore 13:25 PDT | Tampa Bay Buccaneers | 24 – 27 (0-0, 21-7, 3-7, 0-10, 0-3) referto | Seattle Seahawks | CenturyLink Field (67.873 spett.)\| Arbitro: \| Mike Carey \| |
| Arbitro:                               | Mike Carey           |                                             |                  |                                                               |

Dopo un primo quarto senza segnature, Tampa Bay ancora senza vittorie sorprese Seattle salendo a un vantaggio di 21–0 nel primo tempo prima con due passaggi da touchdown da 12 e 20 yard da Mike Glennon a Tim Wright e Tiquan Underwood rispettivamente, poi con un altro passaggio da touchdown dal running back Mike James a Tom Crabtree. Prima della fine del primo tempo, i Seahawks accorciarono a 21-7 con un passaggio da touchdown da Wilson a Jermaine Kearse da 16 yard.
Nel secondo tempo, dopo un field goal segnato da Ryan Lindell da 33 yard (24-7), gli ultimi punti segnati dai Bucs nella partita, Wilson segnò un touchdown su corsa da 10 yard, salendo a 24-14. Nel quarto periodo, un field goal da 36 yard segnato da Hauschka e il terzo passaggio da touchdown di giornata di Wilson a Baldwin a due minuti dal termine, pareggiarono la partita, spedendola ai supplementari. Lì i Buccaneers ebbero il primo successo ma non riuscirono a segnare, cosa che fece Seattle nel possesso successivo da 27 yard con Hauschka. Decisivo nei supplementari fu Lynch vi corse 44 delle sue 125 yard di giornata (secondo massimo stagionale). I Seahawks completarono così la maggiore rimonta della storia della franchigia, 21 punti, salendo a un record di 8-1.

#### Settimana 10: @ Atlanta Falcons
| Atlanta 10 novembre 2013, ore 13:00 PST | Seattle Seahawks | 33 – 10 (3-0, 20-3, 3-7, 7-0) referto | Atlanta Falcons | Georgia Dome (70.309 spett.)\| Arbitro: \| Bill Vinovich \| |
| Arbitro:                                | Bill Vinovich    |                                       |                 |                                                             |

I Seahawks arrivarono alla partita dopo avere faticato i battere i propri avversari nelle due gare precedenti. Atlanta invece, che l'anno precedente aveva eliminato Seattle dai playoff, dopo avere iniziato la stagione con l'obiettivo di arrivare al Super Bowl, si trovava solo su un record di 2-6. L'unica marcatura del primo quarto fu un field goal da 39 yard di Hauschka. Nel secondo Seattle dilagò con un parziale di 20-3, frutto di altri due field goal segnati, da 43 e 44 yard, e di due passaggi da touchdown di Wilson, uno lungo da 43 yard per Kearse e l'altro da 6 yard per Golden Tate.
Nel terzo quarto, ancora Hauschka segnò il suo field goal più lungo della stagione da 53 yard e sei minuti dopo i Falcons segnarono il loro unico touchdown di giornata con un passaggio da Matt Ryan a Darius Johnson da 12 yard. Nell'ultimo periodo di gioco, Marshawn Lynch coronò la sua prestazione da 145 yard corse (il massimo della stagione) con un touchdown da una yard che fissò il risultato sul definitivo 33-10. Nel finale, il running back fu sostituito dal rookie scelto nel secondo giro Christine Michael che ebbe i primi veri minuti di gioco a disposizione, correndo 33 yard su 7 tentativi. I Seahawks vendicarono così la sconfitta dei playoff 2013 e andarono su un record di 9-1.

#### Settimana 11: Minnesota Vikings
| Seattle 17 novembre 2013, ore 13:25 PST | Minnesota Vikings | 20 – 41 (3-10, 10-14, 0-0, 7-17) referto | Seattle Seahawks | CenturyLink Field (68.235 spett.)\| Arbitro: \| Jerome Boger \| |
| Arbitro:                                | Jerome Boger      |                                          |                  |                                                                 |

Prima dell'inizio della partita, Doug Baldwin sventolò la bandiera della Filippine in memoria delle vittime del Tifone Yolanda. In questa gara vi fu la prima presenza stagionale del ricevitore Percy Harvin, l'acquisto più oneroso della precedente estate, di ritorno da un'operazione chirurgica all'anca, proprio contro la sua ex squadra, i Minnesota Vikings. Il suo impatto si fece sentire subito, ritornando un kickoff per 58 yard nel finale del primo tempo. La prima marcatura fu un field goal di Hauschka da 50 yard dopo tre minuti e mezzo. I Vikings risposero dopo sette minuti con un altro field goal di Blair Walsh. Allo scadere del primo quarto, Lynch segnò un touchdown dopo una corsa da 4 yard, riportando Seattle in vantaggio 10-3.
Dopo tre minuti e mezzo dall'inizio del secondo quarto, i Vikings pareggiarono nuovamente con un lungo passaggio da touchdown da 38 yard da Christian Ponder a Jarius Wright. Cinque minuti dopo, Lynch segnò ancora su una corsa da una yard, riportando in vantaggio Seattle 17-10. Walsh a 48 secondi dal termine del primo tempo segnò il field goal del 17-13. Quando il secondo quarto sembrava terminato, il lungo ritorno di kickoff di Harvin riportò velocemente i Seahawks nei pressi della end zone avversaria. A dieci secondi dal termine, Wilson trovò Baldwin con un touchdown da 19 yard e il primo tempo finì sul 24-13.
Nel terzo quarto non fu segnata alcuna marcatura. L'ultimo si aprì col terzo touchdown della giornata di Lynch, questa volta su passaggio di Wilson. Ponder fu poi intercettato due volte, di cui una da Walter Thurmond (partito come titolare al posto dell'infortunato Brandon Browner) che ritornò il pallone per 29 yard in touchdown (38-13). Gli ultimi punti, Seattle li segnò ancora con Hauschka da 26 yard a 10 minuti dal termine. Otto minuti dopo, Wright segnò ancora un touchdown, questa volta su passaggio del quarterback Matt Cassel, entrato al posto di Ponder, per il definitivo 41-20. Per i Seahawks si trattò della tredicesima vittoria consecutiva in casa, un record di franchigia. Wilson terminò col miglior passer rating in carriera, 151,4.

#### Settimana 13: New Orleans Saints
| Seattle 2 dicembre 2013, ore 17:40 PST | New Orleans Saints | 7 – 34 (0-17, 7-10, 0-7, 0-0) referto | Seattle Seahawks | CenturyLink Field (68.387 spett.)\| Arbitro: \| Ed Hochuli \| |
| Arbitro:                               | Ed Hochuli         |                                       |                  |                                                               |

Dopo il turno di pausa, nell'atteso Monday Night Football della settimana 13, Seahawks (10-1) e Saints (9-2) arrivarono alla partita con i due migliori record della NFL, con la vincente che avrebbe fatto un grosso passo avanti nell'assicurarsi uno dei due migliori record della conference e la possibilità di saltare il primo turno di playoff. Le marcature si aprirono a 7 minuti e 47 secondi con un field goal da 26 yard di Hauschka. Nel successivo possesso dei Saints, Cliff Avril forzò un fumble su Drew Brees che fu recuperato da Michael Bennett che lo ritornò per 22 yard in touchdown. Due minuti dopo, Wilson trovò con un lungo passaggio il tight end Miller che portò quasi il pallone sino alla end zone avversaria. Tre giocate dopo, Wilson trovò ancora Miller col passaggio da touchdown che portò Seattle in vantaggio 17-0 alla fine del primo quarto.
Dopo cinque minuti dall'inizio del secondo quarto, Brees trovò con passaggio da 20 yard il tight end Jimmy Graham, che due minuti dopo segnò con un touchdown su ricezione gli unici punti di giornata dei Saints. Dopo un altro field goal segnato da Hauschka, nell'ultimo drive del tempo, i Seahawks percorsero tutto il campo, aiutati anche da un lungo passaggio di Wilson a Jermaine Kearse. Con una corsa di Lynch superarono la metà campo avversaria e con un'altra corsa di Wilson da 15 yard si portarono nei pressi della end zone. Il primo tempo si concluse col passaggio da touchdown di Wilson che trovò Baldwin completamento libero, segnando il touchdown del 27-7.
L'unica marcatura del secondo tempo fu il passaggio da touchdown di Wilson a metà del terzo quarto per il fullback Derrick Coleman per il definitivo 34-7. Con la vittoria i Seahawks furono la prima squadra della NFL ad ottenere la matematica qualificazione ai playoff. Wilson concluse una delle sue migliori prestazioni dell'anno con 310 yard passate e 3 passaggi da touchdown, venendo premiato come miglior giocatore offensivo della NFC della settimana. I sette punti segnati dai Saints pareggiarono il minimo storico della gestione di Sean Payton dal 2006 e le loro 186 yard guadagnate furono il loro minimo stagionale.

#### Settimana 14: @ San Francisco 49ers
| San Francisco 8 dicembre 2013, ore 1:25 PDT | Seattle Seahawks | 17 – 19 (0-6, 14-10, 0-0, 3-3) referto | San Francisco 49ers | Candlestick Park (69.732 spett.)\| Arbitro: \| Clete Blakeman \| |
| Arbitro:                                    | Clete Blakeman   |                                        |                     |                                                                  |

I Seahawks viaggiarono fino a Candlestick Park nella settimana 14 per affrontare i 49ers, aggiudicandosi, in caso di vittoria il titolo di division. Nel primo quarto le uniche due marcature furono due field goal di Phil Dawson da 23 e 48 yard che portarono San Francisco in vantaggio per 6-0.
Seattle si portò per la prima volta in vantaggio dopo tre minuti dall'inizio del secondo quarto con un touchdown su corsa da 11 yard di Lynch. Dopo che Dawson segnò un altro field goal da 52 yard, Wilson passò un touchdown da 39 yard per il tight end rookie Luke Willson. Nel drive successivo, Colin Kaepernick prima trovò Anquan Boldin con passaggio da 27 yard e poi Vernon Davis con un touchdown da 8 yard a 6 secondi dal termine che consentì a San Francisco di chiudere il primo tempo in vantaggio 16-14.
Il secondo tempo fu una battaglia difensiva. Nel terzo quarto non venne segnato alcun punto, grazie anche a un intercetto di Byron Maxwell su Kaepernick nei pressi della end zone di Seattle, quando San Francisco sembrava destinata a segnare un touchdown. Nel successivo drive dei Niners, un sack di Clinton McDonald su Kaepernick costrinse la franchigia della California a calciare un punt che fu ritornato da Golden Tate in profondità del territorio di San Francisco. Su una situazione di terzo down, Wilson non riuscì a passare a Kearse il touchdown che potrebbe avere chiuso la partita e Seattle dovette accontentarsi dei 3 punti segnati da Hauschka da 31 yard, tornando in vantaggio 17-16.
L'azione decisiva della partita della partita che ruppe l'equilibrio in favore dei 49ers fu una corsa da 51 yard di Frank Gore a meno di quattro minuti dal termine, che permise a Dawson di segnare da 22 yard il field goal del decisivo 19-17. Nell'ultimo passaggio della disperazione, Wilson fu intercettato da Eric Wright. I Seahawks persero dunque la seconda partita stagionale, continuando il loro digiuno in casa dei 49ers, la cui ultima vittoria risaliva al 26 ottobre 2008.

#### Settimana 15: @ New York Giants
| East Rutherford 15 dicembre 2013, ore 10:00 PST | Seattle Seahawks | 23 – 0 (3-0, 10-0, 3-0, 7-0) referto | New York Giants | MetLife Stadium (79.691 spett.)\| Arbitro: \| Bill Leavy \| |
| Arbitro:                                        | Bill Leavy       |                                      |                 |                                                             |

Nella settimana 15 i Seahawks affrontarono in trasferta i New York Giants al MetLife Stadium dove si sarebbe svolto il Super Bowl. Nel primo quarto l'unica marcatura fu un field goal da 49 yard di Hauschka dopo 13 minuti. Quando mancavano 12 secondi al termine della prima frazione di gioco, Seattle intercettò per la prima volta in giornata Eli Manning con Byron Maxwell.
Dopo tre minuti dall'inizio del secondo quarto, Richard Sherman intercettò ancora Manning. Nove minuti i Seahawks segnarono il loro primo touchdown della partita con una corsa di Marshawn Lynch da 2 yard. Seguì un altro field goal di Hauschka da 44 yard, concludendo il primo tempo sul 13-0 per Seattle.
Nel terzo periodo le uniche emozioni furono un field goal di Hauschka segnato da 24 yard e l'infortunio del ricevitore dei Giants Victor Cruz, atterrato male dopo avere compiuto una lunga ricezione, che non rientrò più in campo a causa di una commozione cerebrale e di un infortunio al ginocchio. Nella prima azione del quarto periodo, Manning fu ancora intercettato da Maxwell. Nello sviluppo di quell'azione, Wilson passò il suo unico touchdown per Doug Baldwin da 12 yard, portando il punteggio sul definitivo 23-0. Prima della fine della gara, vi fu il quinto intercetto subito da Eli Manning, un record personale negativo, ad opera di Earl Thomas su un passaggio deviato nella end zone da Richard Sherman.
Con la sconfitta, i Giants ebbero la certezza della loro prima stagione con un record negativo dal 2004. Inoltre, fu la prima volta che la squadra newyorkese non riuscì a segnare alcun punto in casa dal settembre 1995. I Seahawks, dal canto, loro tornarono a non far segnare alcun punto agli avversari dal 58-0 del 9 dicembre dell'anno precedente sugli Arizona Cardinals. La sesta vittoria in trasferta del 2013 stabilì un nuovo record di franchigia. Richard Sherman, con 2 intercetti e un passaggio deviato, fu premiato come miglior difensore della NFC della settimana.

## Staff
| Staff dei Seattle Seahwaks nella stagione 2013 |
| --- |
| Organi dirigenziali - Chairman: Paul G. Allen - Presidente: Peter McLoughlin - General Manager: John Schneider Capo allenatore - Pete Carroll Altri allenatori - Assistente capo-allenatore/Offensive Line: Tom Cable - Coordinatore dello sviluppo della forza e della condizione: Chris Carlisle - Assistente dello sviluppo della forza e della condizione: Mondray Gee e Jamie Yanchar - Qualità e controllo dell'attacco: Keith Carter e Dave Canales - Qualità e controllo della difesa: Robert Saleh Allenatori dell'attacco - Coordinatore dell'attacco: Darrell Bevell - Quarterback: Carl Smith - Assistente Quarterback: Dave Canales - Running Back: Sherman Smith - Wide Receiver: Kippy Brown - Tight End: Pat McPherson - Assistente della Offensive Line: Pat Ruel Allenatori della difesa - Coordinatore della difesa: Dan Quinn - Defensive Passing Game Coordinator: Rocky Seto - Assistente della difesa: Marquand Manuel - Defensive Line: Travis Jones - Linebacker: Ken Norton Jr. - Secondary: Kris Richard Allenatori dello special team - Coordinatore dello Special Team: Brian Schneider - Assistente del coordinatore dello Special Team: John Glenn e Nick Sorensen |

## Roster
| Roster dei Seattle Seahawks nella stagione 2013 |
| --- |
| Quarterback - 7 Tarvaris Jackson - 3 Russell Wilson Running Back - 40 Derrick Coleman - 24 Marshawn Lynch - 33 Christine Michael - 26 Michael Robinson - 22 Robert Turbin Wide Receiver - 89 Doug Baldwin - 15 Jermaine Kearse - 83 Ricardo Lockette - 81 Golden Tate - 11 Percy Harvin - 19 Bryan Walters Tight End - 87 Kellen Davis - 86 Zach Miller - 82 Luke Willson Offensive Linemen - 78 Alvin Bailey T - 73 Michael Bowie T - 77 James Carpenter G - 68 Breno Giacomini T - 74 Caylin Hauptmann G - 61 Lemuel Jeanpierre G/C - 67 Paul McQuistan G/T - 76 Russell Okung T - 64 J.R. Sweezy G - 60 Max Unger C Defensive Linemen - 56 Cliff Avril DE - 72 Michael Bennett DE - 79 Red Bryant DE - 91 Chris Clemons DE - 97 Jordan Hill DT - 47 Benson Mayowa DE - 99 Tony McDaniel DT - 69 Clinton McDonald DE - 92 Brandon Mebane DT Linebacker - 55 Heath Farwell OLB - 51 Bruce Irvin OLB - 57 Mike Morgan LB - 93 O'Brien Schofield LB - 53 Malcolm Smith LB - 54 Bobby Wagner LB - 50 K.J. Wright LB Defensive Back - 31 Kam Chancellor SS - 20 Jeremy Lane CB - 42 Chris Maragos FS - 41 Byron Maxwell CB - 35 DeShawn Shead SS/CB - 25 Richard Sherman CB - 29 Earl Thomas FS - 28 Walter Thurmond CB Special Team - 49 Clint Gresham LS - 4 Steven Hauschka K - 9 Jon Ryan P Lista delle riserve - 93 Kenneth Boatright DE (IR) - 39 Brandon Browner CB (Sospeso) - 38 Chandler Fenner CB (IR) - 32 Jeron Johnson SS (IR) - 85 Anthony McCoy TE (IR) - 18 Sidney Rice WR (IR) - 98 Greg Scruggs DE (PUP) - 34 Tharold Simon CB (PUP) - 59 Korey Toomer MLB (NF-Inj.) - 44 Spencer Ware FB (IR) - 90 Jesse Williams DT (IR) Squadra di allenamento - 36 Akeem Auguste CB - 16 Phil Bates WR - 70 Michael Brooks DT - 66 Dewayne Cherrington DT - 14 Arceto Clark WR - 5 B.J. Daniels QB - 48 Cooper Helfet TE - 94 D'Anthony Smith DT - 66 Jared Smith G (Practice squad/Injured) 53 attivi, 11 inattivi, 8 nella squadra di allenamento, 0 free agent |
| Legenda - I rookie sono in corsivo. - Il primo ruolo è il principale mentre gli eventuali successivi indicano i ruoli secondari. - (IR) sta per Injured Reserve ed indica la lista ristretta per un solo giocatore infortunato che può tornare ad allenarsi dopo la settimana 6 e a rientrare in prima squadra dopo che questa ha giocato 8 partite. - (NF-Inj.) / (NF-Ill.) stanno rispettivamente per Non-Football Injured e Non-Football Illness ed indicano le liste dove viene inserito un giocatore che ha un infortunio o una malattia non dipendente dal football americano. - (PUP) sta per Physically Unable to Perform ed indica la lista dove viene inserito un giocatore mentre è in attesa di recuperare la condizione fisica. Nella stagione regolare dopo la sesta partita giocata dalla propria squadra, il giocatore ha tempo tre settimane per riprendere ad allenarsi, più tre settimane aggiuntive dal suo rientro agli allenamenti per rientrare in prima squadra. |

## Classifiche

### Division
| NFC West                | NFC West | NFC West | NFC West | NFC West | NFC West | NFC West | NFC West | NFC West | NFC West |
|                         | V        | S        | P        | %        | DIV      | CONF     | PF       | PS       | STR      |
| ----------------------- | -------- | -------- | -------- | -------- | -------- | -------- | -------- | -------- | -------- |
| (1) Seattle Seahawks    | 13       | 3        | 0        | 81,3     | 4–2      | 10–2     | 417      | 231      | V1       |
| (5) San Francisco 49ers | 12       | 4        | 0        | 75       | 5–1      | 9–3      | 406      | 272      | V6       |
| Arizona Cardinals       | 10       | 6        | 0        | 62,5     | 2–4      | 6–6      | 379      | 324      | S1       |
| St. Louis Rams          | 7        | 9        | 0        | 43,8     | 1–5      | 4–8      | 348      | 364      | S1       |

## Leader della squadra
| Leader della squadra   |                                      |                |
| Categoria              | Giocatore                            | N.             |
| Yard passate           | Russell Wilson                       | 3.357          |
| Touchdown passati      | Russell Wilson                       | 26             |
| Yard corse             | Marshawn Lynch                       | 1.257          |
| Touchdown su corsa     | Marshawn Lynch                       | 12             |
| Ricezioni              | Golden Tate                          | 64             |
| Yard ricevute          | Golden Tate                          | 898            |
| Touchdown su ricezione | Golden Tate Doug Baldwin Zach Miller | 5              |
| Sack                   | Michael Bennett                      | 8,5            |
| Intercetti             | Richard Sherman                      | 8 (leader NFL) |

## Premi individuali
- Malcolm Smith:

MVP del Super Bowl

### Pro Bowler
Sei giocatori dei Seattle Seahawks sono stati convocati per il Pro Bowl grazie alle loro prestazioni nella stagione 2013:
- Kam Chancellor S
- Marshawn Lynch RB
- Richard Sherman CB
- Earl Thomas S
- Max Unger C
- Russell Wilson QB

Due giocatori sono stati nominati riserve:
- Jon Ryan P
- Golden Tate PR

### All-Pro
Tre giocatori dei Seattle Seahawks sono stati inseriti nelle formazioni ideali della stagione All-Pro:
First-team
- Earl Thomas S
- Richard Sherman CB

Second-team
- Kam Chancellor S